# Rába (întreprindere)
Rába (Magyar Vagon- és Gépgyár) este o întreprindere de construcții de mașini maghiară fondată în 1896 cu scopul de a produce, printre altele, vagoane de marfă și, mai tâziu, automobile. Din 1904, Rába produce și autoutilitare și camioane.

## Imagini

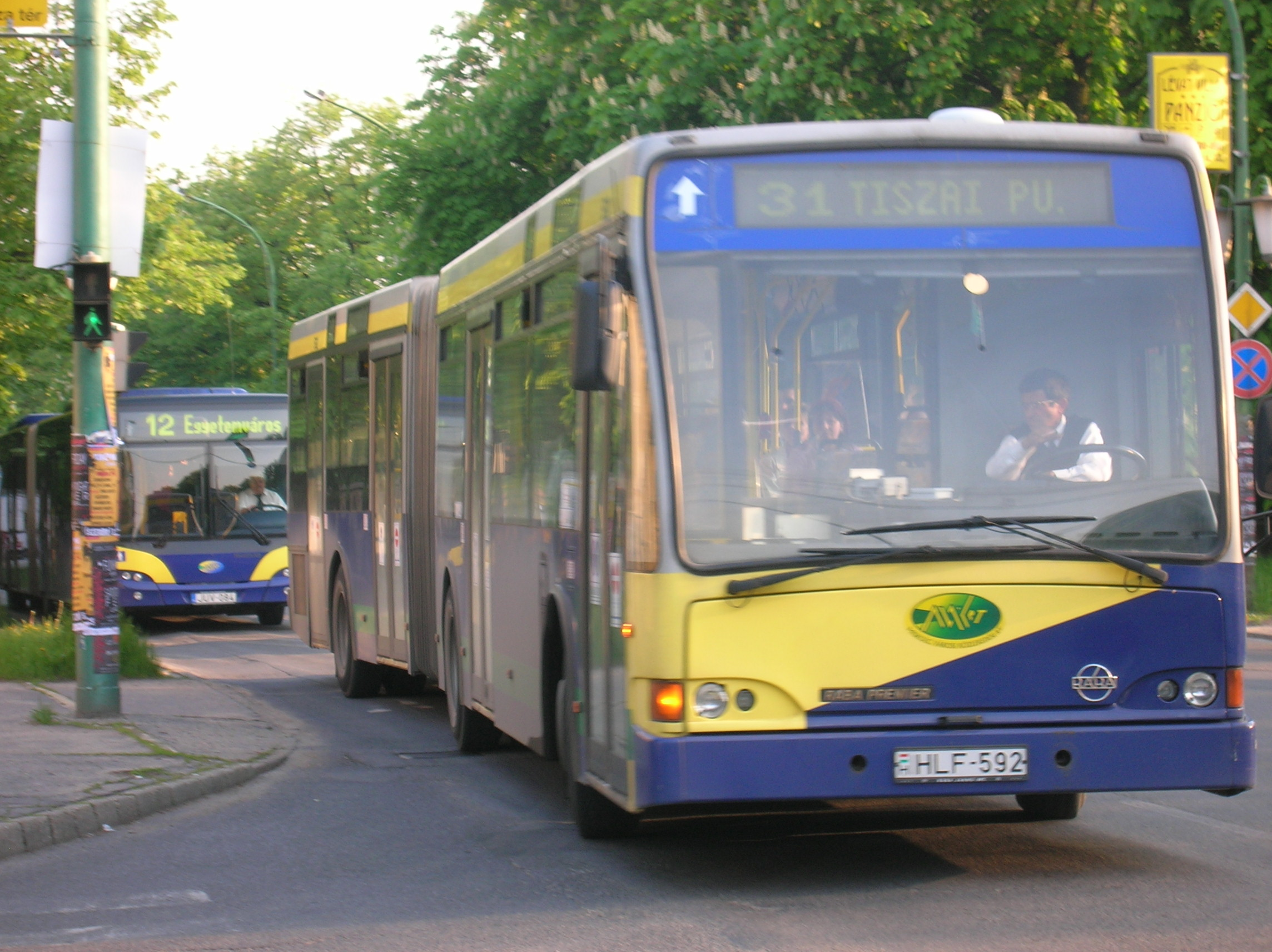
Autobuz Rába
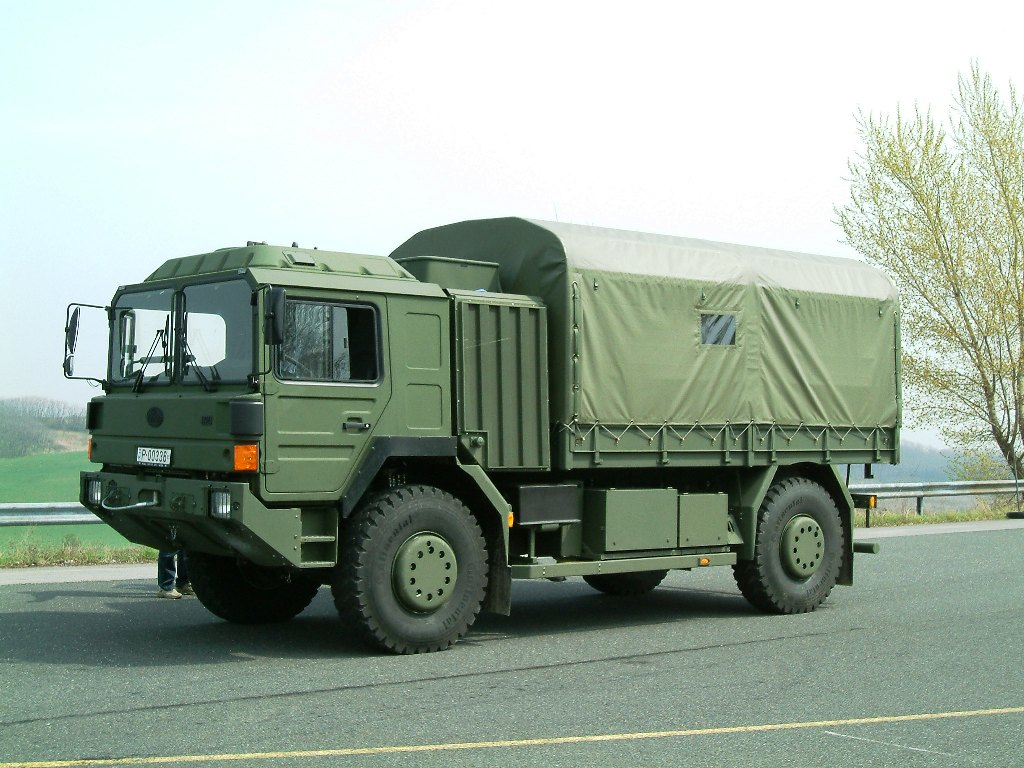
Rába H-14
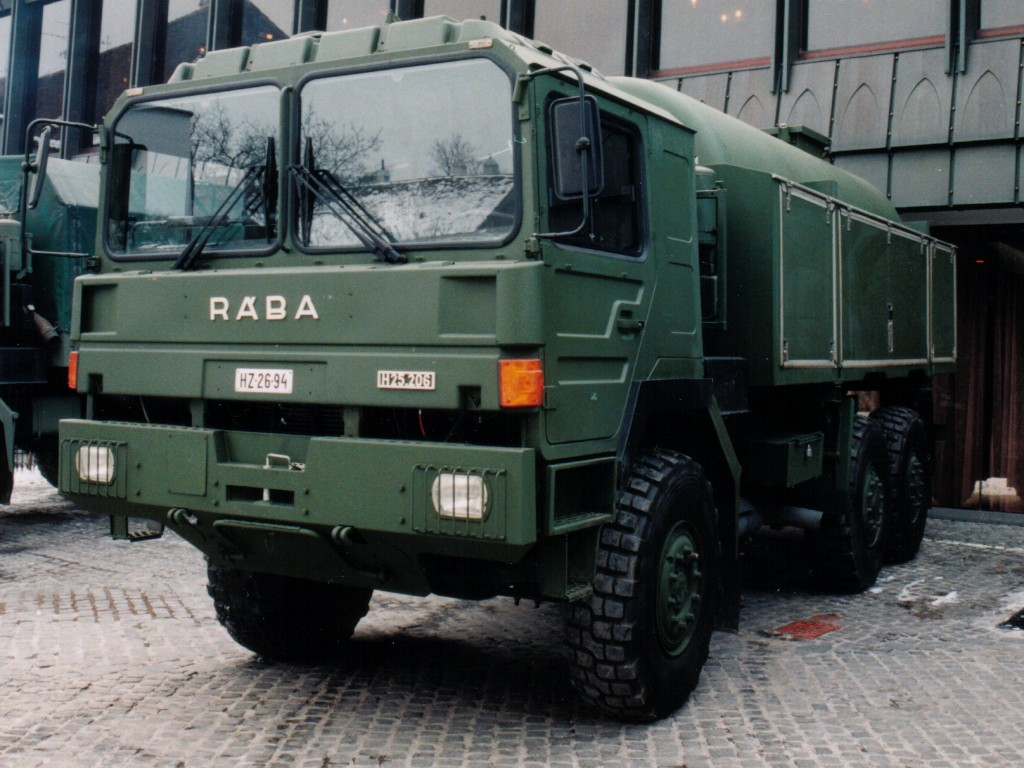
Rába H-25

## Legături externe
Materiale media legate de Rába la Wikimedia Commons
1. ↑   https://raba.hu/vallalat/, accesat în 25 aprilie 2023 Lipsește sau este vid: |title= (ajutor)
2. ↑   (PDF), 22 februarie 2023 https://raba.hu/wp-content/uploads/befektetoknek/gyorsjelentesek/FY2022/R%C3%A1ba_Nyrt_GYJ_2022_Q1-Q4.pdf, accesat în 25 aprilie 2023 Lipsește sau este vid: |title= (ajutor)